# کارگین (صندوق‌لی)
کارگین (به ترکی استانبولی: Kargın) یک منطقهٔ مسکونی در ترکیه است که در صندوق‌لی واقع شده‌است.